# Dalechampia stenoloba
Dalechampia stenoloba är en törelväxtart som beskrevs av Raghavan och B.G.Patil Kulkarni. Dalechampia stenoloba ingår i släktet Dalechampia och familjen törelväxter. Inga underarter finns listade i Catalogue of Life.